# Weltchronik

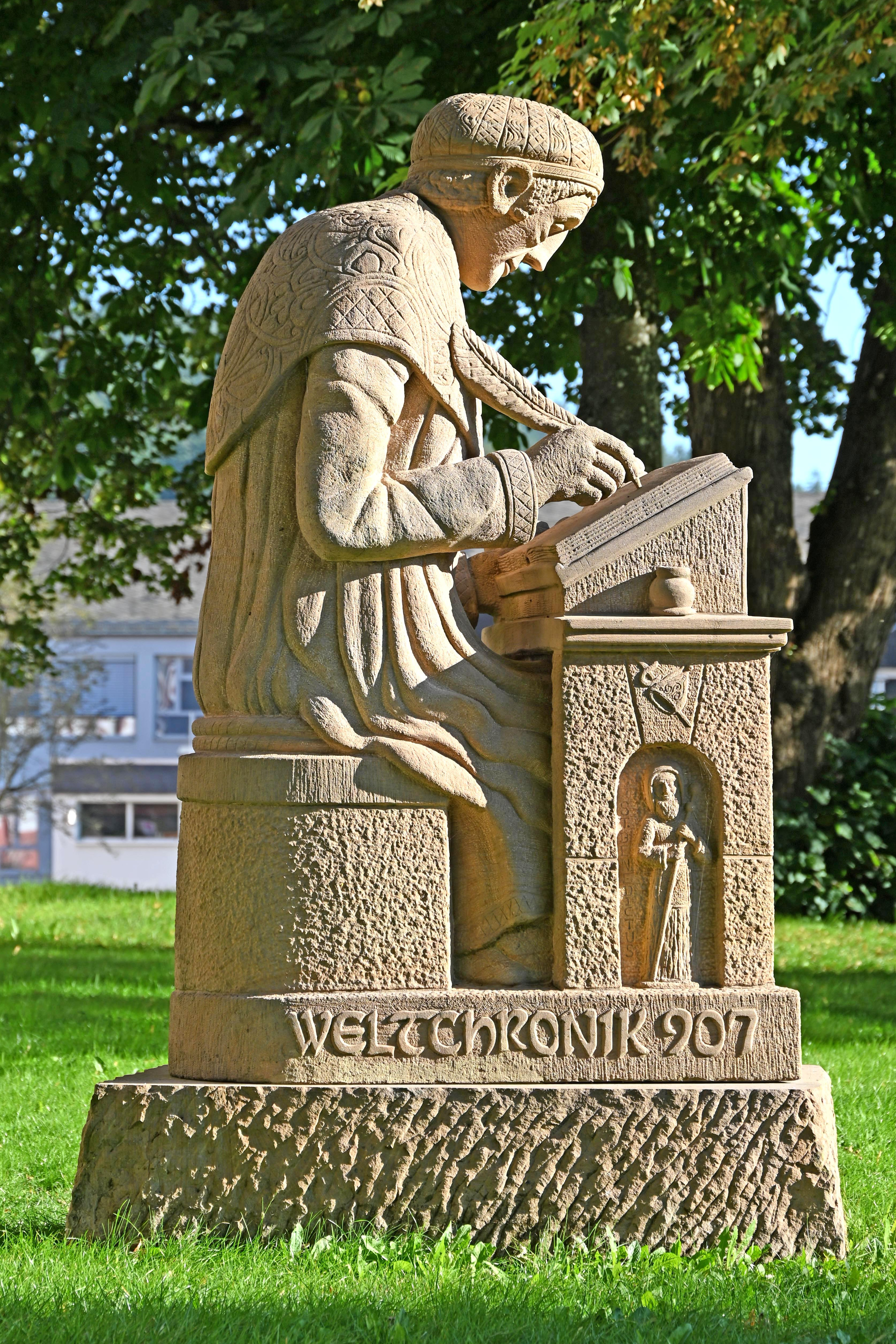
Regino von Prüm schreibt an seiner Weltchronik (907), Denkmal in Prüm

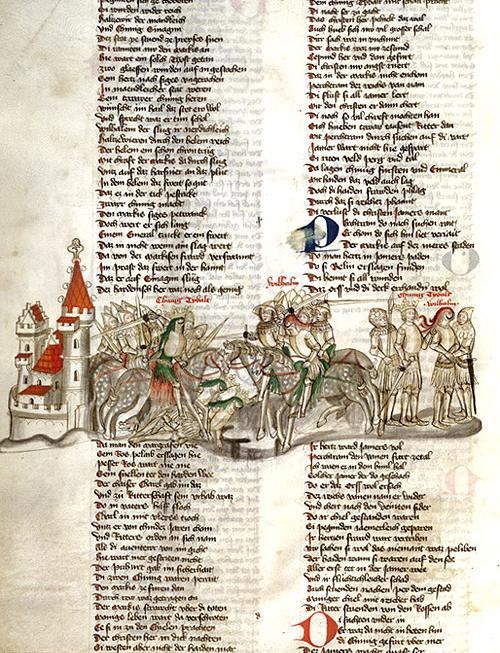
Heinrich von München: Weltchronik, Bayern um 1400

Eine Weltchronik ist ein für die Spätantike und das Mittelalter typisches Geschichtswerk, das den Anspruch erhob, die gesamte Weltgeschichte von der „Erschaffung“ über die Antike bis in die jeweilige Gegenwart des Chronisten zu schildern. Unter „Weltgeschichte“ ist in diesem Zusammenhang aber stets nur die historische Schilderung für den Teil der Welt zu verstehen, die dem Autor des jeweiligen Werks bekannt war und für den ihm Quellen zur Verfügung standen. Charakteristisch ist die Verflechtung biblischer und profaner Ereignisse, wodurch die Weltgeschichte als Heilsgeschichte gedeutet wird. Den Schwerpunkt der Darstellung bildeten meist die Herrschergeschichten der griechisch-römischen und der christlichen Ära.
Die ältesten Fragmente einer Weltchronik stammen aus dem 2. Jahrhundert n. Chr. und sind als Leipziger Weltchronik eines anonymen (vielleicht christlichen) Autors bekannt. Die christliche Chronographie setzte vor allem mit Sextus Iulius Africanus im 3. Jahrhundert ein. Weitere Beispiele für antike Weltchroniken sind die Chronik des Eusebius von Caesarea (fortgesetzt im lateinischen Westen von Hieronymus), des Cassiodor, des Johannes Malalas und das Chronicon Paschale. Bedeutend sind außerdem byzantinische Weltchroniken, wie die des Georgios Synkellos und des Theophanes aus dem 9. Jahrhundert; im 12. Jahrhundert schrieb Johannes Zonaras eine populäre Chronik.
Im lateinischen Mittelalter wurden, oft aufbauend auf der Eusebius-Bearbeitung des Kirchenvaters Hieronymus, ebenfalls zahlreiche Weltchroniken verfasst. Viele davon (wie etwa die  Chronica sive Historia de duabus civitatibus des Otto von Freising) versuchten ihrer Zeit einen Platz im göttlichen Heilsplan zuzuweisen.
Hermann von Reichenau stellte in seinem Werk Chronicon erstmals alle Jahresangaben seiner Weltchronik ausschließlich in Bezug zum Jahr der Geburt Christi. Weitere bedeutende Werke sind die Chroniken des Richer von Reims, des Frutolf von Michelsberg und seines Fortsetzers Ekkehard von Aura, des Annalista Saxo (aus dem Kloster Berge zu Magdeburg) oder des Gottfried von Viterbo. Für die spätmittelalterliche Entwicklung charakteristisch sind die Werke eines Vinzenz von Beauvais, eines Martin von Troppau oder die anonymen Flores temporum. Von den volkssprachlichen Chronisten fanden Rudolf von Ems, Heinrich von München, Jans der Enikel oder Heinrich Taube von Selbach zahlreiche Leser. Im Juli 1459 vollendeten der Stadtschreiber Johannes Platterberger und der Kanzleischreiber Dietrich Truchseß in Nürnberg eine umfangreiche zweibändige Weltchronik. Am Ende des Mittelalters zeugt die Schedelsche Weltchronik (Nürnberg), die gedruckt sowohl in deutscher als auch in lateinischer Sprache veröffentlicht wurde, vom anhaltenden Interesse an dieser Gattung der Historiographie.